# Metro AG

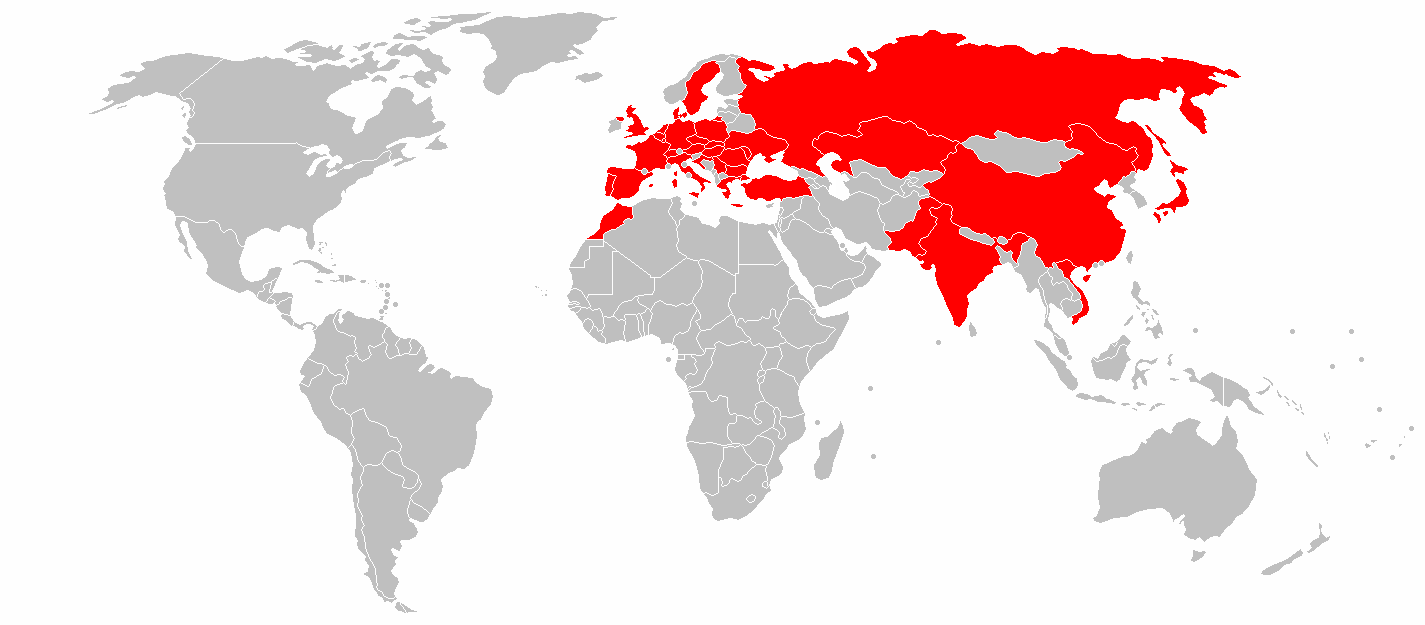

Metro este un retailer german multinațional, ce operează depozite cash & carry, pe bază de card membru doar persoanelor juridice. În 2019, compania are 769 de magazine în 26 de țări, fiind unul dintre cei mai mari retaileri din lume.
Din grupul Metro au făcut parte mai multe companii de-a lungul timpului, printre cele mai importante fiind hipermarketurile Real, ce au fost vândute în perioada 2012-2019, magazinele universale Galeria Kaufhof, vândute în 2015, grupul Media Markt / Saturn, separat în 2016 și Praktiker, separat în 2007.

## Metro în România
Compania a deschis în România în anul 1996 în parteneriat cu omul de afaceri Ion Țiriac, primul magazin Metro în Otopeni. Acesta a fost primul magazin mare modern din România, ce a fost închis în 2005 din cauza amplasamentului și înlocuit cu un alt magazin în Băneasa. Ion Țiriac a ieșit din acționariatul Metro, unde deținea 15%, în noiembrie 2015. Metro are în România o rețea de 30 de unități Metro Cash&Carry, dintre care 5 sunt Metro Punct, un format mai mic.

### La Doi Pași
În anul 2012, compania a lansat rețeaua de magazine de proximitate în sistem de franciză La Doi Pași. În septembrie 2018, erau 640 de magazine, din care jumătate se aflau în mediul rural.

### Real
Metro a deschis primul hipermarket Real în martie 2006 în Timișoara, ajungând în 2010 la 25 de hipermarketuri. Investițiile totale realizate în România au fost de 550 de milioane euro. În 2012 a fost închis un magazin, iar 20 din cele 24 au fost vândute către Auchan. În tranzacție au fost incluse și hipermarketurile Real din Polonia și Rusia. Din cele 4 hipermarketuri rămase, 2 au fost cumpărate de Jumbo și 2 au continuat să funcționeze din 2017 până în 2020 sub acționariat român în Arad și Oradea, fiind ulterior redenumite Remarkt.

### Praktiker
Praktiker a intrat în România în septembrie 2002 și a început să deschidă unități în vecinătatea magazinelor Metro. Metro a ieșit din acționariat în 2007. După falimentul grupului Praktiker Germania în 2014, compania a fost vândută iar apoi revândută în 2017 către grupul Kingfisher ce a redenumit magazinele ca Brico Dépôt.

### Controverse
În luna mai 2008, Compania Metro România a fost declarată insolventă de Tribunalul București în urma unui proces intentat de firma producătoare de ouă Toneli Holding SRL Ilfov, pe baza întârzierii repetate a unei plăți în valoare de 50.000 de euro (211.696 lei), despre care reprezentanții Metro România au declarat că suma nu este certă, lichidă și exigibilă și că vor ataca această hotărâre cu recurs în instanță.

## Metro în Republica Moldova
Metro a început afacerile în Republica Moldova în luna decembrie, 2004, prin deschiderea primului magazin în Chișinău. A urmat inaugurarea în 2005 unui al doilea magazin în Chișinău și un al treilea în 2006, în Bălți, valoarea estimativă totală a investiției ajungând la 39 milioane de euro.